# Andrzej Wróblewski (malarz)

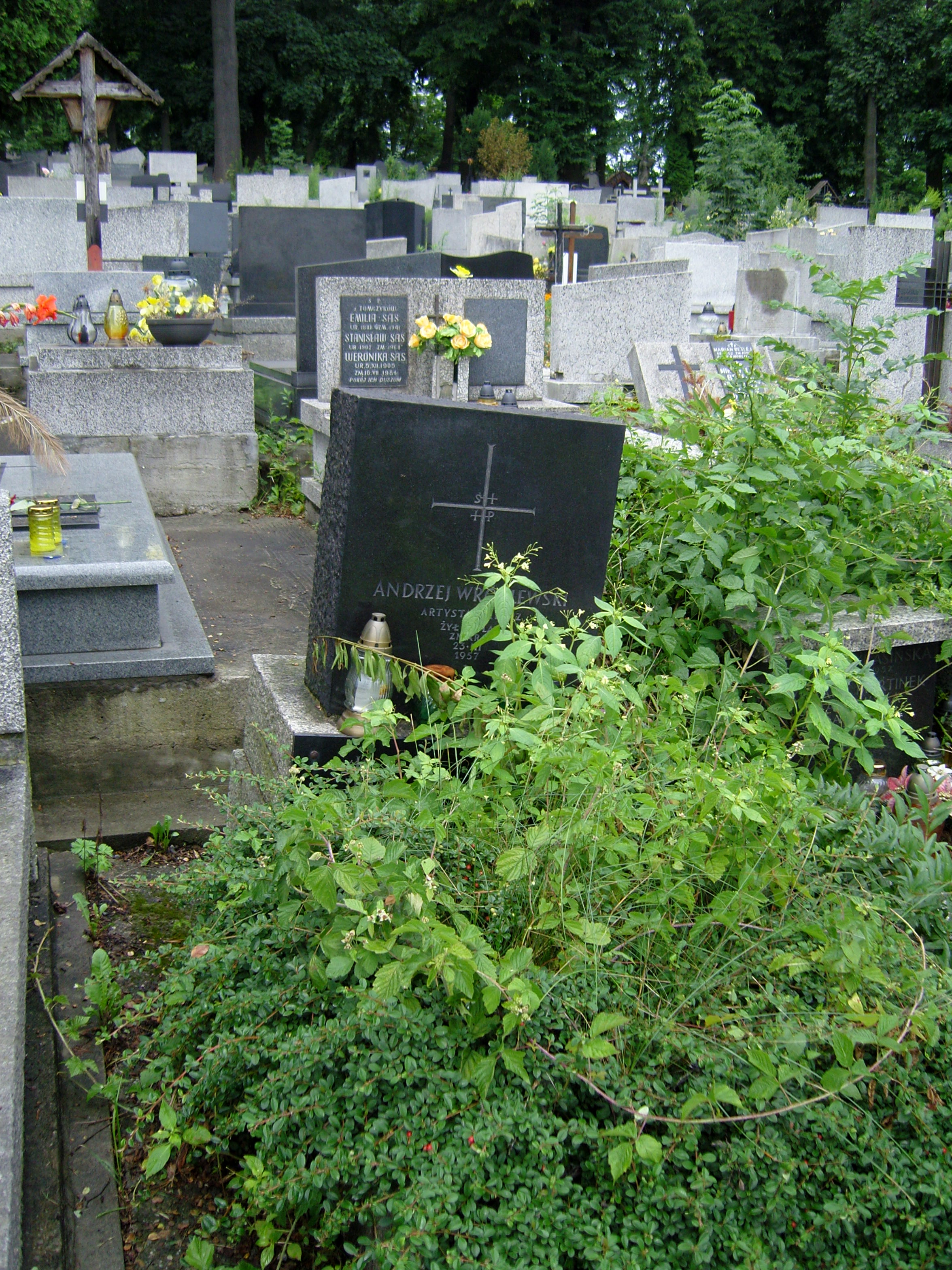
Grób Wróblewskiego na cmentarzu Salwatorskim, 2010

Andrzej Krystyn Wróblewski (ur. 15 czerwca 1927 w Wilnie, zm. 23 marca 1957 w Tatrach) – malarz, historyk sztuki i krytyk sztuki, pracownik dydaktyczny Akademii Sztuk Pięknych w Krakowie. Jeden z najwybitniejszych polskich artystów w II połowie XX wieku.

## Życiorys
Był synem profesora prawa, rektora Uniwersytetu Wileńskiego, Bronisława Wróblewskiego i artystki graficzki Krystyny z d. Hirschberg i bratem prawnika Jerzego. Wychował się w Wiżulanach. Od najmłodszych lat przejawiał talent artystyczny. Uczęszczał do Liceum im. Króla Zygmunta Augusta w Wilnie, podczas II wojny światowej brał udział w tajnych kompletach. 26 sierpnia 1941 w trakcie domowej rewizji przeprowadzonej przez hitlerowców umarł na atak serca ojciec artysty. 14-letni wówczas Wróblewski był tego świadkiem. Matka była jego pierwszym nauczycielem sztuki. Uczyła go techniki drzeworytnicznej – pod jej kierunkiem wykonał swoje pierwsze grafiki (prace „Memento mori – Czaszka”). Na początku 1945 Krystyna Wróblewska razem z dziećmi (miał starszego brata Jerzego) opuściła Wiżulany i przeniosła się do Krakowa. Tam Wróblewski zdał egzamin dojrzałości i rozpoczął studia na dwóch kierunkach jednocześnie: historii sztuki na Uniwersytecie Jagiellońskim oraz malarstwa na Akademii Sztuk Pięknych.
W 1947 wraz z grupami warszawskiej i krakowskiej ASP wyjechał do Holandii na trzymiesięczne stypendium, w ramach wymiany zorganizowanej przez Międzynarodowy Związek Studentów. Udało mu się przedłużyć pobyt za granicą o kolejne trzy miesiące – zwiedził wtedy najważniejsze holenderskie miasta: Amsterdam, Hagę, Rotterdam, podróżował przez Danię, Szwecję, północne Niemcy, w drodze powrotnej zwiedził również Norymbergę i Pragę.
W 1948 ukończył historię sztuki na Uniwersytecie Jagiellońskim, a w 1952 Akademię Sztuk Pięknych w Krakowie (ASP), gdzie nauczali go m.in. Adam Hoffmann, Zbigniew Pronaszko, Jerzy Fedkowicz, Hanna Rudzka-Cybisowa. W 1948 zadebiutował w Krakowie na I Wystawie Sztuki Nowoczesnej. Pracował jako asystent na ASP w Krakowie gdzie był twórcą Grupy Samokształcenia, do której należeli m.in. Andrzej Wajda, Witold Damasiewicz, Jan Tarasin i Przemysław Brykalski. Powstanie tej grupy było pierwszym zanegowaniem estetyki kolorystów. Uprawiał krytykę artystyczną na łamach czasopism: „Przegląd Artystyczny”, „Twórczość”, „Gazeta Krakowska”.
15 października 1953 wziął ślub z Teresą Walerią Rutt (1930 albo 1927–1994) studentką filologii klasycznej i historii, którą poznał 23 sierpnia 1952, najprawdopodobniej w Czchowie w województwie małopolskim, gdzie artysta przebywał wówczas na plenerze.
Mieli trójkę dzieci: syna Andrzeja (zwanego Kitkiem, ur. 1954) oraz dwie córki-bliźniaczki (ur. 1956), w tym Martę Wróblewską, młodszą od swojej siostry o 20 minut.
Zmarł w wieku 29 lat, idąc drogą Oswalda Balzera w Tatrach 23 marca 1957. Przyczyną śmierci był prawdopodobnie atak epilepsji lub zawał serca. Jego ciało znaleziono na poboczu zaśnieżonej drogi między Toporową Cyrhlą a Zazadnią. 
Andrzej Wróblewski pochowany został na cmentarzu Salwatorskim w Krakowie (kwatera SC12-14-40).

## Twórczość
Od 1947 głównym tematem jego malarstwa był człowiek, ale wykonywał także prace eksperymentalne, inspirowane socrealizmem i abstrakcyjne. Ulubione techniki to malarstwo olejne, gwasz, rysunki, grafika (w tym monotypia). W twórczości Wróblewskiego widać zadumę nad człowiekiem i jego losem, a także dramatyzm będący reminiscencją jego wojennych przeżyć (cykl „Rozstrzelania” 1948–1949). Na początku lat 50. malował obrazy w stylistyce socrealizmu („Fajrant w Nowej Hucie” 1953).
Do swojej dawnej stylistyki wrócił po 1955. W okresie tym tworzył sugestywne, metaforyczne obrazy, nawiązujące do codzienności („Kolejka trwa”, „Szofer” 1956). Twórczość ostatnich lat Wróblewskiego cechuje profetyczna obsesja związana ze śmiercią („Ukrzesłowienie II”, „Nagrobki”, „Cień Hiroszimy I” 1957).
Upowszechnianiem i popularyzacją twórczości Wróblewskiego zajmuje się powołana w 2012 Fundacja Andrzeja Wróblewskiego. 

## Upamiętnienie
- Cykl obrazów Wróblewskiego stał się inspiracją dla utworu Jacka Kaczmarskiego „Rozstrzelanie”[12].
- Julian Kornhauser, inspirując się twórczością i życiorysem Andrzeja Wróblewskiego, napisał o nim wiersz[13].